# Australische Cricket-Nationalmannschaft in Sri Lanka in der Saison 2024/25
Die Tour des australischen Cricket-Nationalmannschaft nach Sri Lanka in der Saison 2024/25 hat vom 29. Januar bis 13. Februar 2025 stattgefunden. Die internationale Cricket-Tour war Bestandteil der Internationalen Cricket-Saison 2024/25 und umfasste zwei Tests und zwei ODIs. Diese Tests waren Teil der ICC World Test Championship 2023–2025. Australien gewann die Test-Serie mit 2–0, während Sri Lanka die ODI-Serie jeweils mit 2–0 gewann.

## Vorgeschichte
Sri Lanka bestritt zuvor eine Tour in Neuseeland und Australien eine ebensolche gegen Indien.  
Das letzte Aufeinandertreffen der beiden Mannschaften bei einer Tour fand in der Saison 2022 in Sri Lanka statt.

## Stadien
Die folgenden Stadien wurden für die Tour als Austragungsort vorgesehen und am 1. November 2024 bekanntgegeben.
| Stadion                     | Stadt   | Kapazität | Spiele       |
| --------------------------- | ------- | --------- | ------------ |
| R. Premadasa Stadium (RPS)  | Colombo | 35.000    | 1. & 2. ODI  |
| Galle International Stadium | Galle   | 35.000    | 1. & 2. Test |

## Kaderlisten
Australien benannte seinen Test-Kader am 9. Januar und seinen ODI-Kader am 12. Januar 2025.
Sri Lanka benannte seinen Test-Kader am 24. Januar 2025 und seinen ODI-Kader am 10. Februar 2025.
| Test | Test | ODI | ODI |
| Sri Lanka | Australien | Sri Lanka | Australien |
| --- | --- | --- | --- |
| - Dhananjaya de Silva (K) - Dinesh Chandimal (wk) - Sonal Dinusha - Asitha Fernando - Oshada Fernando - Vishwa Fernando - Prabath Jayasuriya - Dimuth Karunaratne - Lahiru Kumara - Angelo Mathews - Kamindu Mendis - Kusal Mendis (wk) - Ramesh Mendis - Pathum Nissanka - Nishan Peiris - Milan Rathnayake - Sadeera Samarawickrama (wk) - Lahiru Udara - Jeffrey Vandersay | - Steve Smith (K) - Travis Head (VK) - Sean Abbott - Scott Boland - Alex Carey (wk) - Cooper Connolly - Josh Inglis (wk) - Usman Khawaja - Sam Konstas - Matthew Kuhnemann - Marnus Labuschagne - Nathan Lyon - Nathan McSweeney - Todd Murphy - Mitchell Starc - Beau Webster | - Charith Asalanka (K) - Asitha Fernando - Avishka Fernando - Nuwanidu Fernando - Wanindu Hasaranga - Lahiru Kumara - Janith Liyanage - Nishan Madushka (wk) - Eshan Malinga - Kamindu Mendis - Kusal Mendis (wk) - Pathum Nissanka - Mohamed Shiraz - Maheesh Theekshana - Jeffrey Vandersay - Dunith Wellalage | - Pat Cummins (K) - Sean Abbott - Alex Carey (wk) - Cooper Connolly - Ben Dwarshuis - Nathan Ellis - Jake Fraser-McGurk - Aaron Hardie - Josh Hazlewood - Travis Head - Josh Inglis (wk) - Spencer Johnson - Marnus Labuschagne - Mitchell Marsh - Glenn Maxwell - Tanveer Sangha - Matthew Short - Steve Smith - Mitchell Starc - Marcus Stoinis - Adam Zampa |

## Tests

### Erster Test in Galle
| 29. Januar – 2. Februar Scorecard | Galle | Australien 654-6d (154)                            | – | Sri Lanka 165 (52.2) & 247 (54.3) (f/o) |
|                                   |       | Australien gewinnt mit einem Innmings und 242 Runs |   |                                         |

Australien gewann den Münzwurf und entschied sich als Schlagmannschaft zu beginnen. Als Spieler des Spiels wurde Usman Khawaja ausgezeichnet.

### Zweiter Test in Galle
| 6. – 10. Februar Scorecard | Galle | Sri Lanka 257 (97.4) & 231 (68.1) | – | Australien 414 (106.4) & 75-1 (17.4) |
|                            |       | Australien gewinnt mit 9 Wickets  |   |                                      |

Sri Lanka gewann den Münzwurf und entschied sich als Schlagmannschaft zu beginnen. Als Spieler des Spiels wurde Alex Carey ausgezeichnet.

## One-Day Internationals

### Erstes ODI in Colombo
| 12. Februar Scorecard | Colombo (RPS) | Sri Lanka 214 (46)            | – | Australien 165 (33.5) |
|                       |               | Sri Lanka gewinnt mit 49 Runs |   |                       |

Sri Lanka gewann den Münzwurf und entschied sich als Schlagmannschaft zu beginnen. Als Spieler des Spiels wurde Charith Asalanka ausgezeichnet.

### Zweites ODI in Colombo
| 14. Februar Scorecard | Colombo (RPS) | Sri Lanka 281-4 (50)           | – | Australien 107 (24.2) |
|                       |               | Sri Lanka gewinnt mit 174 Runs |   |                       |

Sri Lanka gewann den Münzwurf und entschied sich als Schlagmannschaft zu beginnen. Als Spieler des Spiels wurde Kusal Mendis ausgezeichnet.

## Auszeichnungen

### Player of the Series
Als Player of the Series wurden der folgende Spieler ausgezeichnet.
| Serie | Player of the Series |
| ----- | -------------------- |
| Test  | Steven Smith         |
| ODI   | Charith Asalanka     |

### Player of the Match
Als Player of the Match wurden die folgenden Spielerinnen ausgezeichnet.
| Spiel   | Player of the Match |
| ------- | ------------------- |
| 1. Test | Usman Khawaja       |
| 2. Test | Alex Carey          |
| 1. ODI  | Charith Asalanka    |
| 2. ODI  | Kusal Mendis        |